# Commissioners Water
Commissioners Water är ett vattendrag i Australien. Det ligger i delstaten New South Wales, i den sydöstra delen av landet, omkring 370 kilometer norr om delstatshuvudstaden Sydney.
I omgivningarna runt Commissioners Water växer huvudsakligen savannskog. Trakten runt Commissioners Water är nära nog obefolkad, med mindre än två invånare per kvadratkilometer. Genomsnittlig årsnederbörd är 1 109 millimeter. Den regnigaste månaden är februari, med i genomsnitt 185 mm nederbörd, och den torraste är oktober, med 29 mm nederbörd.